# Pseudophera paraensis
Pseudophera paraensis är en insektsart som beskrevs av Emmrich 1999. Pseudophera paraensis ingår i släktet Pseudophera och familjen dvärgstritar. Inga underarter finns listade i Catalogue of Life.